# Fédération royale espagnole de patinage
La Fédération royale espagnole de patinage (en espagnol : Real Federación Española de Patinaje) (RFEP) est l'entité qui est chargée d'organiser, d'administrer et de réglementer les sports de patinage sur roulettes en Espagne, qui intègre les fédérations autonomes de patinage, les clubs sportifs, les sportifs, juges, arbitres, membres techniques et entraineurs qui se consacrent aux sports pratiqués sous la compétence de cette fédération.
La RFEP est membre de la FIRS et de la CERES, dont elle est seule à représenter l'Espagne.

## Disciplines gérées par la fédération
Les disciplines gérées par la fédératyion sont au nombre de quatre :
- Rink hockey (hockey sobre patines)
- Roller in line hockey (hockey sobre patines en línea)
- Roller de vitesse (patinaje de velocidad sobre patines en línea)
- Patinage artistique sur roulettes (patinaje artístico sobre ruedas)